# Alex Henrique da Silva
Alex Henrique da Silva, noto solo come Alex (Ribeirão Preto, 6 gennaio 1982), è un ex calciatore brasiliano naturalizzato armeno, di ruolo difensore.

## Carriera

### Club
Dopo aver cominciato a giocare in Brasile, nel 2006 si trasferisce in Armenia giocando nel massimo campionato e nelle competizioni europee internazionali con Mika Ashtarak e Mika Erevan.

### Nazionale
Ha esordito con la nazionale armena il 27 maggio 2014 nell'amichevole Emirati Arabi Uniti-Armenia (3-4).

## Palmarès

### Club

#### Competizioni nazionali
- Coppa d'Armenia: 2

Mika Erevan: 2006, 2011
- Supercoppa d'Armenia: 2

Mika Erevan: 2006, 2012